# About Schmidt
About Schmidt (en Argentina: Las confesiones del Sr. Schmidt, en España: A propósito de Schmidt) es una película dramática de 2002 dirigida por el realizador Alexander Payne, sobre un guion propio y de Jim Taylor, protagonizada por Jack Nicholson como Warren Schmidt y Hope Davis como su hija Jeannie. Está basada en la novela homónima de 1996 de Louis Begley aunque lo único que comparte con el libro es tan solo el nombre del protagonista. La cinta participó en la selección oficial del Festival de Cannes de 2002.

## Sinopsis
La película narra la historia de Warren Schmidt (Jack Nicholson), un hombre de 66 años que vive en un momento complicado de su vida, que se encuentra en varias encrucijadas al mismo tiempo. Para empezar se acaba de jubilar tras trabajar durante toda su vida en la empresa de seguros Woodmen of the World y ahora se siente completamente perdido; además, su única hija Jeannie (Hope Davis) está a punto de casarse con Randall (Dermot Mulroney), un hombre al que Schmidt considera como un necio tonto. Además, cada semana manda cartas corresponsales a una organización de ayuda a niños huérfanos, con el propósito de ayudar a un niño africano llamado Ndugu a través de donaciones económicas. Pero, para colmo de males, ve morir a su mujer Helen (June Squibb), con la que llevaba 42 años casado, en una muerte repentina.
Perdido y solo, Warren enfrenta su vida y descubre que su esposa lo había engañado en el pasado, lo que le impulsa a realizar un viaje hacia Denver, Colorado, en una furgoneta, con motivo de impedir que su hija se vaya a casar. En el camino, Schmidt entablará extraños lazos personales en la zona de Nebraska mientras va rumbo a su viaje, a la vez que a través del redescubrimiento de su melancólica vida interior, intentará no sentirse tan perdido ni tan extraño recorriendo distintos lugares, en donde Schmidt intentará consolarse con el dolor de la pérdida, el sentimiento de vejez y la tristeza de la soledad, en un mundo en donde ya no se siente cómodo, cuando ve que todo su entorno es tan inútil como carente de un sentido lógico por el cual sentirse a gusto.

## Reparto
- Jack Nicholson- Warren Schmidt
- Kathy Bates- Roberta Hertzel
- Hope Davis- Jeannie Schmidt
- Dermot Mulroney- Randall Hertzel
- June Squibb- Helen Schmidt
- Howard Hesseman- Larry Kertzel
- Harry Groener- John Rusk
- Connie Ray- Vicky Rusk
- Len Cariou- Ray Nichols
- Mark Verhuizen- Duncan Hertzel

## Recepción de la crítica
La película posee un 85% de aceptación en Rotten Tomatoes en 200 comentarios. En Metacritic su aceptación llega también al 85%, en 34 comentarios.
Peter Travers de Rolling Stone la calificó con cuatro estrellas (sobre cuatro) y expresó: "Nicholson es valiente y arriesgado. Permanece cuento a los detalles. Y ofrece una interpretación monumental, que quiebra expectativas y batea tú corazón".
Lisa Schwarzbaum de Entertainment Weekly expresó: "el poder de esta gran película -en parte comedia, en parte tragedia, en parte sátira y en su mayoría una obra maestra- radica en sus pequeños detalles".
Mientras, Steven Rea de Philadelphia Inquirer opinó: "es una tranquila y desgarradora obra maestra, con un actor como Nicholson que la gente recordará, y volverá a redescubrirlo en el futuro".

## Premios
Premios Óscar
| Año  | Categoría               | Persona        | Resultado |
| ---- | ----------------------- | -------------- | --------- |
| 2002 | Mejor actor             | Jack Nicholson | Candidato |
| 2002 | Mejor actriz de reparto | Kathy Bates    | Candidata |

Globo de Oro
| Año  | Categoría               | Persona         | Resultado |
| ---- | ----------------------- | --------------- | --------- |
| 2002 | Mejor película- drama   |                 | Candidata |
| 2002 | Mejor dirección         | Alexander Payne | Candidato |
| 2002 | Mejor guion             | Alexander Payne | Ganador   |
| 2002 | Mejor actor- drama      | Jack Nicholson  | Ganador   |
| 2002 | Mejor actriz de reparto | Kathy Bates     | Candidata |

Premios BAFTA
| Año  | Categoría   | Persona        | Resultado |
| ---- | ----------- | -------------- | --------- |
| 2002 | Mejor actor | Jack Nicholson | Candidato |

Premio del Sindicato de Actores
| Año  | Categoría               | Persona        | Resultado |
| ---- | ----------------------- | -------------- | --------- |
| 2002 | Mejor actor             | Jack Nicholson | Candidato |
| 2002 | Mejor actriz de reparto | Kathy Bates    | Candidata |

Festival de Cine de Cannes
| Año  | Categoría    | Persona | Resultado |
| ---- | ------------ | ------- | --------- |
| 2002 | Palma de Oro |         | Candidata |